# Giovanni Battista Naldini

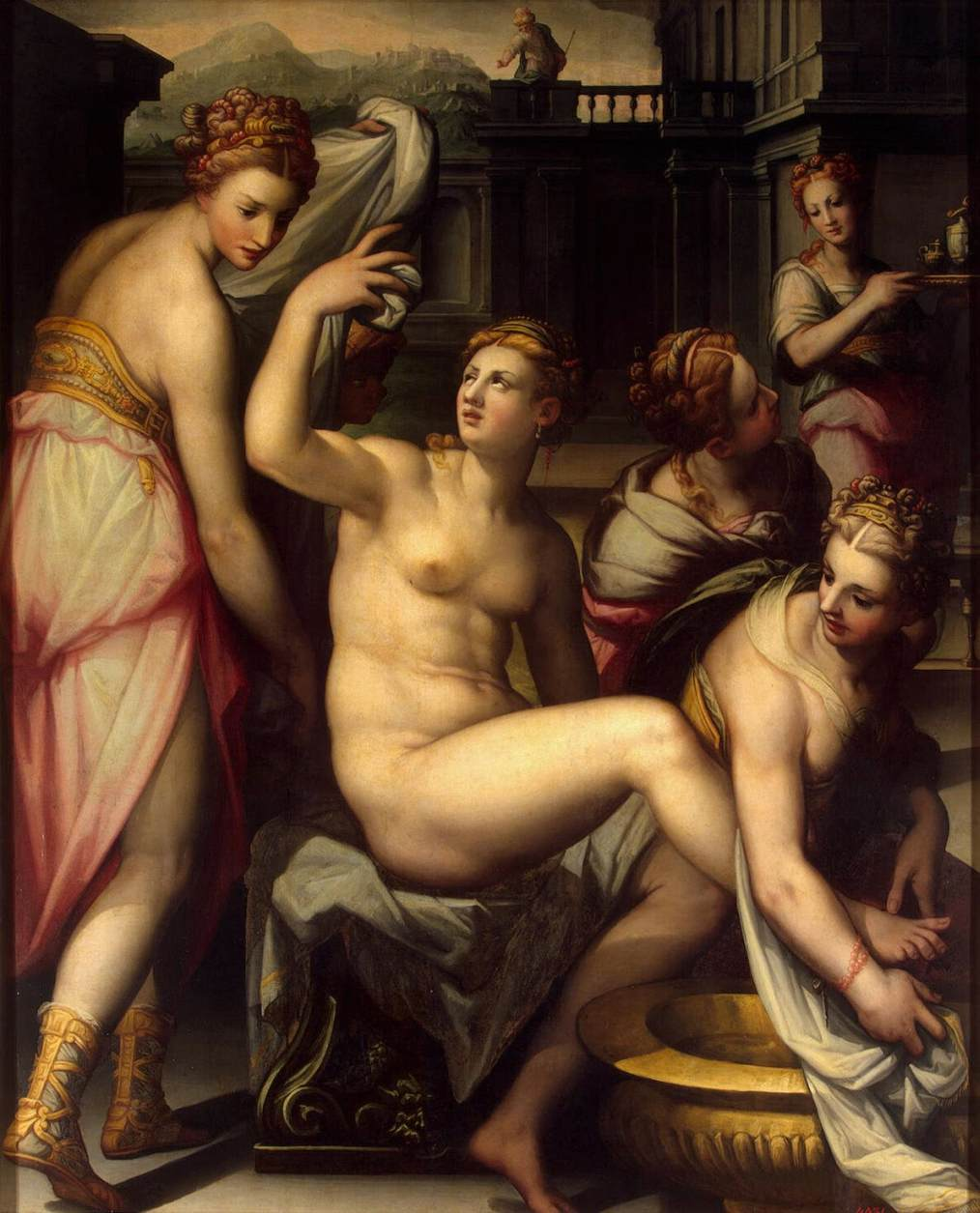
El bany de Betsabé (Museu de l'Hermitage

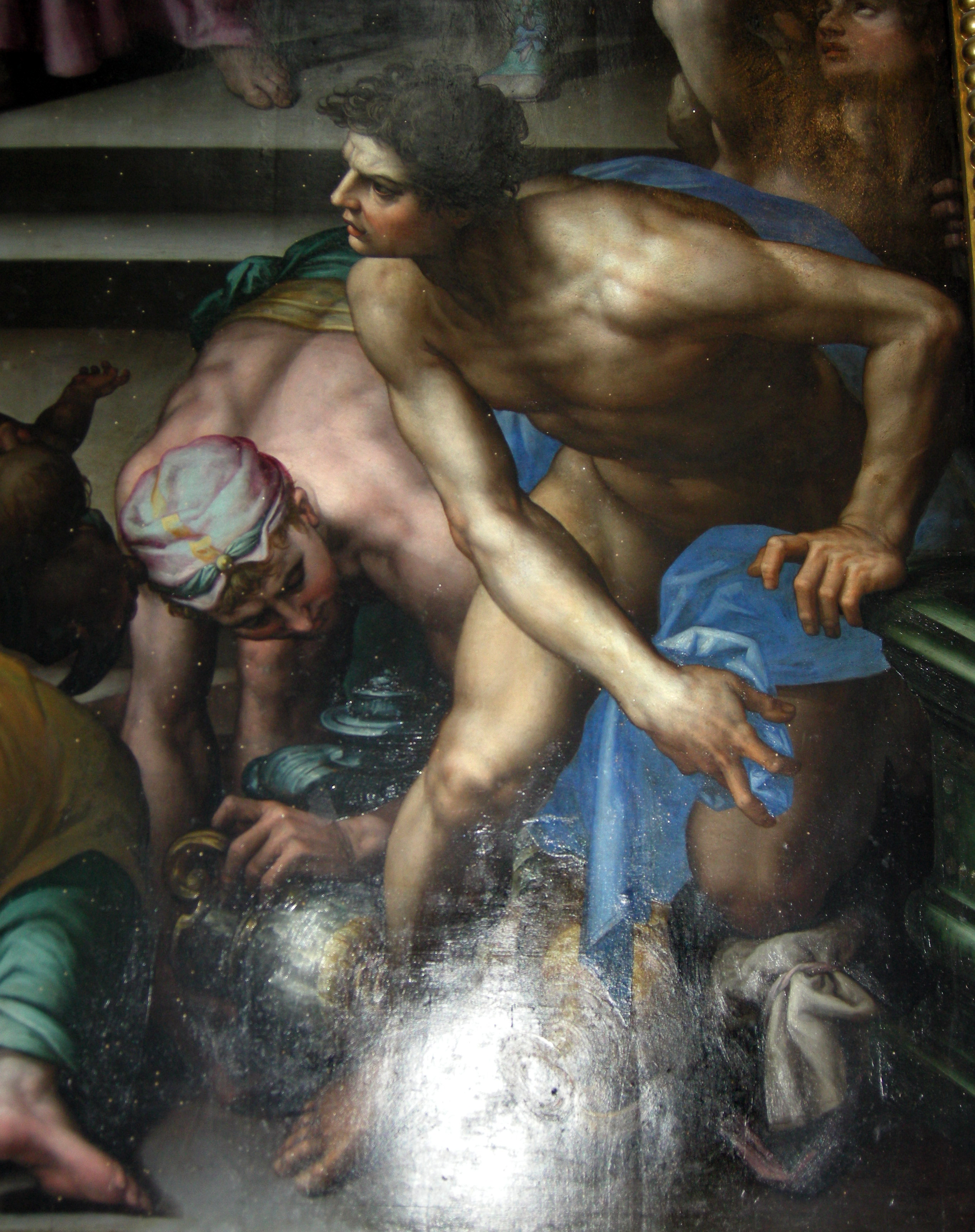
Detall de l'obra Vocació de Sant Mateu

Giovanni Battista Naldini (Fiesole, 1535 - Florència, 18 de febrer de 1591), va ser un pintor manierista italià.

## Biografia
Durant el seu període d'aprenentatge (1549-1557) va ser en l'estudi de Jacopo da Pontormo, de qui va ser l'hereu artístic. Va marxar a Roma durant uns mesos en 1560 i va ser cridat a treballar per a Giorgio Vasari el 1562. Va pintar dos llenços manieristes per al Studiolo de Francesc I al Palazzo Vecchio: Al·legoria de Somnis i la Reunió de l'Ambre Gris.
Va realitzar les peces de l'altar de l'Església de Santa Maria Novella i de la Basílica de la Santa Creu de Florència. Va pintar el retaule de la Vocació de Sant Mateu a la Capella Salviati de l'església i convent de San Marco, on va treballar amb Francesco Morandini. Va seguir els postulats manieristes imperants, representats per artistes com a Vasari, Agnolo Bronzino o Alessandro Allori, però afegint una major expressivitat a les figures i un colorit més intens que el d'aquests mestres. Com el seu mestre Pontormo, va ser un fidel seguidor de l'estil d'Andrea del Sarto. Un dels seus deixebles va ser Francesco Curradi.

## Obres destacades
- El bany de Betsabé (Museu de l'Hermitage, Sant Petersburg)
- Vocació de Sant Mateu (Capella Salviati, San Marco, Florència)
- Crist portant la Creu (1566, Santa Maria Assunta, Florència)
- Al·legoria dels Somnis (1570, Studiolo de Francesc I, Palazzo Vecchio, Florència)
- Recollida de l'àmbar gris (1570, Studiolo de Francesc I, Palazzo Vecchio, Florència)
- Lamentació sobre Crist mort (1572-73, col·lecció privada)